# Aeschynomene ciliata
Aeschynomene ciliata är en ärtväxtart som beskrevs av Julius Rudolph Theodor Vogel. Aeschynomene ciliata ingår i släktet Aeschynomene och familjen ärtväxter. Inga underarter finns listade i Catalogue of Life.